# Glossophaga
Glossophaga ist eine Gattung von Fledermäusen in der Unterfamilie der Blütenfledermäuse (Glossophaginae). Die fünf Arten kommen in Mittel- und Südamerika vor.

## Merkmale
Mit einer Kopf-Rumpf-Länge von 48 bis 65 mm, einer Schwanzlänge von etwa 7 mm sowie einer Unterarmlänge von 32 bis 42 mm zählen die Arten zu den kleineren Blütenfledermäusen. Das Gewicht liegt etwa bei 10 g. Die Fellfarbe variiert zwischen dunkelbraun, rotbraun und hellbraun. Wie die anderen Blütenfledermäuse besitzen die Glossophaga-Arten eine lange Schnauze mit einem spitzen Nasenblatt, eine auffällig lange Zunge mit bürstenartigen Papillen an der Spitze sowie verlängerte schmale Backenzähne.

## Arten und Verbreitung
Es werden allgemein fünf Arten unterschieden:
- Commissaris-Blütenfledermaus (Glossophaga commissarisi), von Mexiko bis Peru und Region Guyanas.
- Gray-Blütenfledermaus (Glossophaga leachii), von Mexiko bis Costa Rica.
- Miller-Blütenfledermaus (Glossophaga longirostris), lebt in Kolumbien, Venezuela, Region Guyanas.
- Westliche Blütenfledermaus (Glossophaga morenoi), im Westen und Süden Mexikos.
- Pallas-Blütenfledermaus oder Spitzmaus-Langzüngler (Glossophaga soricina), von Mexiko bis Argentinien.

Im Jahr 2021 wurden drei Unterarten der Gemeinen Blütenfledermaus in den Artstatus erhoben, namentlich Glossophaga mutica, Glossophaga antillarum und Glossophaga valens.

## Lebensweise
Diese Fledermäuse haben sich an eine Reihe von Habitaten angepasst. Sie kommen unter anderem in trockenen Wäldern oder Gebüschflächen mit laubabwerfenden Pflanzen vor, können aber auch in feuchten immergrünen Wäldern angetroffen werden. Die Arten leben im Flachland und in Gebirgen bis 2.600 Meter Meereshöhe. Meist folgen sie bei der Nahrungssuche Bächen oder Flüssen.
Als Ruheplätze dienen sowohl natürliche Verstecke wie Höhlen, Felsspalten und Hohlräume in Bäumen als auch künstliche Objekte wie Gebäude, Tunnel, Bergbauschächte oder Durchlässe. Im Versteck bilden diese Fledermäuse oft kleinere Gruppen, gleichfalls sind große Kolonien mit bis zu 1000 Exemplaren bekannt. Bei manchen Populationen bestehen die großen Kolonien nur aus Weibchen und ihrem Nachwuchs.
Die Glossophaga-Arten fressen Nektar, Pollen, Früchte, Blumen und Insekten. Oft sind die Individuen bei der Nahrungssuche allein und manche Exemplare verteidigen bevorzugte Pflanzen gegen Artgenossen. Sie können vor der Blüte schweben, wenn sie Nektar schlürfen.
Bei den Arten kommen mehrere Würfe pro Jahr vor, die meist an Zeiten mit Nahrungsreichtum gekoppelt sind. Weibchen sind zwei bis drei Monate trächtig und gebären meist ein Jungtier pro Wurf, selten Zwillinge. Bei Glossophaga soricina hält sich das Jungtier in den ersten Tagen im Fell der Mutter fest. Nach 25 bis 28 Tagen kann es selbstständig fliegen. Ein Exemplar lebte in menschlicher Obhut 10 Jahre.